# Avry-devant-Pont
Avry-devant-Pont är en ort i kommunen Pont-en-Ogoz i kantonen Fribourg, Schweiz. Det är kommunens huvudort. Orten var före den 1 januari 2003 en egen kommun, men slogs då samman med kommunerna Gumefens och Le Bry till den nya kommunen Pont-en-Ogoz.